# 多爾頓 (喬治亞州)
多爾頓（英語：Dalton）是一個位於美國喬治亞州惠特菲爾德縣的城市。根據2010年美國人口普查，該地人口為33128人，而該地的面積約為51.30平方千米。同時該地也是惠特菲爾德縣的縣治。

## 地理
多爾頓的座標為34°46′16″N 84°58′38″W / 34.77111°N 84.97722°W，而該地的平均海拔高度為232米（即761英尺）。